# Tinta negra mole
Tinta negra é uma casta de uvas tintas do tipo Vitis vinifera, utilizada no fabrico do Vinho Madeira, resultou do cruzamento das castas Pinot Noir com a Grenache originárias de França.
Cerca de 85% do vinho da Ilha da Madeira tem esta origem. Tem ainda forte presença no Algarve, onde já chegou a representar 75% dos encepamentos.
Atualmente esta casta foi classificada como Tinta Negra.
O cacho é de tamanho médio a grande, com um pedúnculo alongado, e bagos médios de cor não uniforme que variam do negro-azul ao rosado.